# Доломітенман
Доломітенман (нім. Dolomitenmann) — екстремальна естафетна гонка, що проводиться у вересні в Східно-Тірольській долині, або австрійських Доломітових Альпах, неподалік від міста Лієнц. Засновник та організатор змагання — Вернер Гріссманн, колишній лижник і учасник чемпіонатів світу. Естафета «Доломітенман» проводиться щорічно, починаючи з 1988 року. В останні роки гонка спонсорується виробником енергетичного напою Red Bull і тепер відома під новою назвою — Red Bull Dolomitenmann. Організаторами гонка оголошена як «найскладніша естафетна гонка у світі».

## Дисципліни
Доломітенман складається з чотирьох дисциплін:
- гірський біг,
- параглайдинг,
- велоспорт (гірський велосипед),
- екстремальний каякінг[en] (гірський каякинг; слалом на каное).

## Маршрут
Гонка починається на міській площі Лієнца з гірського забігу на висоті 674 метра над рівнем моря. Учасникам необхідно подолати відстань приблизно в 12 кілометрів до вершини гори нім. Kühbodentörl, що знаходиться на висоті 2441 м. Там бігун вручну передає естафетну паличку члену команди, що спеціалізується на параплані (параглайдинг), який також повинен пробігти ділянку маршруту, причому з усім своїм спорядженням — до першої точки зльоту. Після спуску по повітрю до нім. Moosalm, учасник знову біжить до другого пункту зльоту, після чого спускається до Лайзаху, де його вже чекає гірський велосипедист. За багаторічну історію заходу кілька разів спуск доводилося скасовувати через погодні умови.
Гірський велосипедист зазвичай піднімається на 1600 метрів (5200 футів) або більше, на дистанції приблизно в 27 кілометрів. Після подібного «сходження» він повинен спуститися по спеціальній швидкісній трасі до свого фінішу. Команда байдарки пливе по річці Драу: її перша ділянка — це «альпійський старт», або спуск з 7-метрової (23 фути) рампи в річку. Після стрибка байдарка повинна пройти складну ділянку з порогами на річці Ісель, після чого її чекає останній спринт до головної площі Лієнца.

## Переможці
За роки проведення заходів кількість команд-учасниць зросла з кількох десятків до двох з половиною сотень. Переможцями ставали атлети дев'яти країн різних континентів.